# Akie Abe
Akie Abe (安倍 昭恵 Abe Akie?,  de soltera Matsuzaki; Tokio, 10 de junio de 1962) es una dj de radio y activista japonesa, viuda del político Shinzō Abe, quien se desempeñó como esposa del primer ministro de Japón en los periodos 2006-2007 y 2012-2020.

## Biografía

### Primeros años

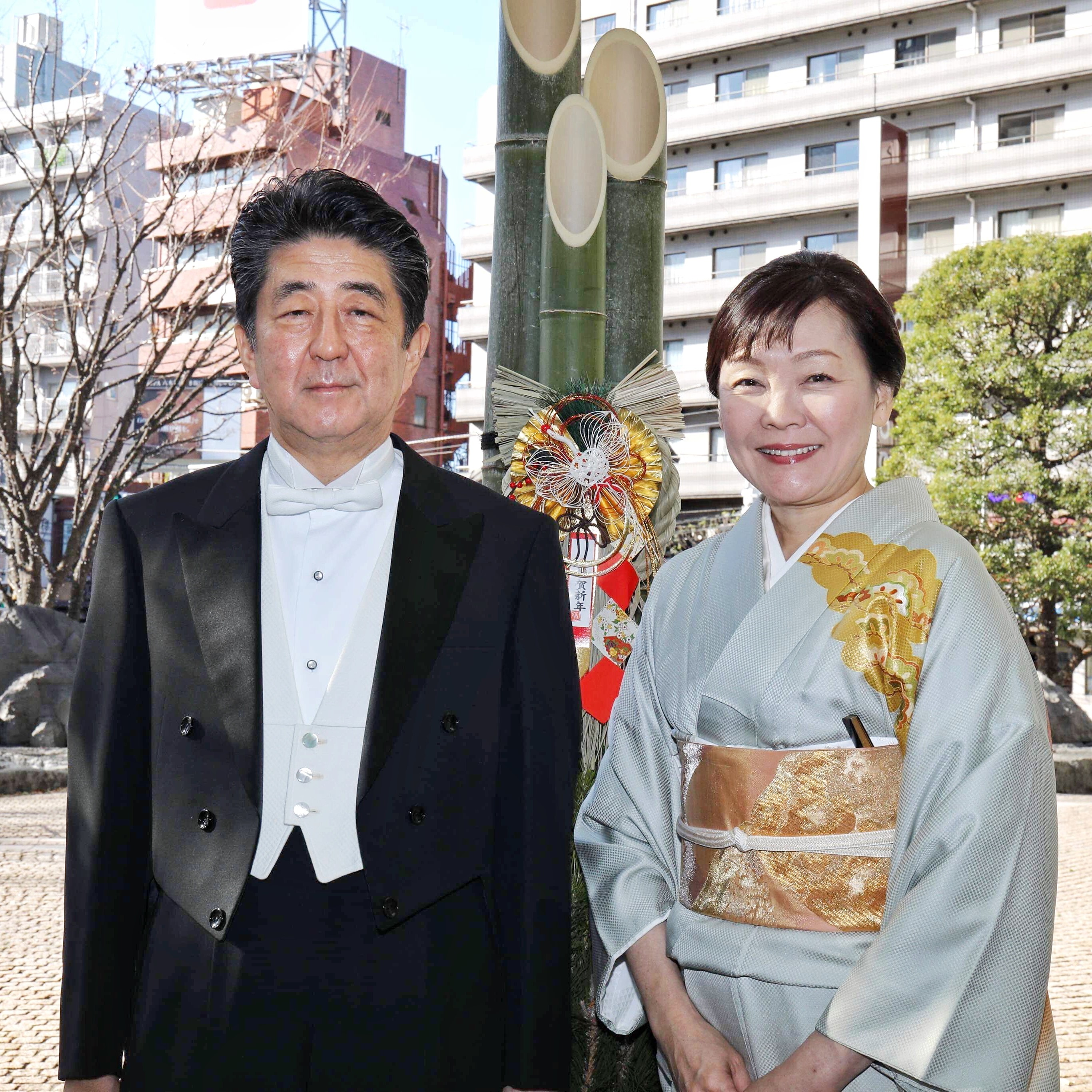
Akie con Shinzō Abe, 1 de enero de 2020.

Nacida como Akie Matsuzaki, Akie es considerada miembro de la alta sociedad. Procede de una familia japonesa adinerada; su padre es el expresidente de Morinaga & Co., una de las empresas de confitería más grandes de Japón.
Fue educada en la Escuela del Sagrado Corazón en Tokio, una escuela primaria privada católica hasta la escuela secundaria, luego se graduó de la Escuela de Capacitación Profesional del Sagrado Corazón. Abe luego trabajó para Dentsu Inc., la agencia de publicidad más grande del mundo, antes de casarse con Shinzo Abe en 1987. La pareja no tuvo hijos, aunque se sometieron a tratamientos de fertilidad que resultaron fallidos.
A fines de la década de 1990, Abe trabajó como disc jockey de radio en la ciudad natal de su esposo, Shimonoseki. Era popular en el área de transmisión y conocida por su nombre de jockey, "Akky".
Después del primer período de su esposo como primer ministro, abrió una izakaya ecológica en el distrito Kanda de Tokio, pero no participó activamente en la administración debido a la insistencia de su suegra. Recibió una maestría en Estudios de Diseño Social de la Universidad de Rikkyo en marzo de 2011. 

### Como esposa del primer ministro
Akie se hizo conocida popularmente como el "partido de oposición nacional" debido a sus puntos de vista abiertos, que a menudo contradecían los de su marido. Abe también es conocido como partidario de las minorías sexuales y la comunidad LGBT. El 27 de abril de 2014, se unió al desfile del orgullo gay en Tokio para mostrar su apoyo a los derechos más amplios de la comunidad LGBT de Japón. En 2015, fue fotografiada de pie en un campo de plantas de cannabis promoviendo el renacimiento de la cultura del cannabis en Japón.
Mientras su esposo estaba en el cargo, Abe desarrolló una estrecha relación con el jardín de infancia Moritomo Gakuen en Osaka, que se destaca por su cultura conservadora y militarista, que incluye exigir a los estudiantes que memoricen el Rescripto Imperial sobre la Educación. Abe fue nombrado director honorario de Mizuho no Kuni, una escuela primaria en desarrollo por Moritomo Gakuen, pero renunció en febrero de 2017 después de que se descubrió que Moritomo Gakuen había comprado el terreno para la escuela al gobierno por el 14% de su valor de tasación. El escándalo de Moritomo Gakuen puso de manifiesto el complicado papel de la esposa del primer ministro en Japón: aunque la propia Abe no era considerada funcionaria, contaba con el apoyo de una plantilla de cinco funcionarios adscritos del Ministerio de Asuntos Exteriores y el Ministerio de Economía, Comercio e Industria, lo que implica que su papel conlleva deberes públicos.
Abe fue la primera esposa de un primer ministro japonés en usar activamente las redes sociales, y fue particularmente activa personalmente en Facebook e Instagram, pero redujo drásticamente sus actividades en las redes sociales y cambió el estilo de sus publicaciones a raíz del escándalo de Moritomo Gakuen.